# Hussein Sulaimani
Hussein Abdulghani Sulaimani - em árabe, حسين عمر عبد الغني السليماني  (Gidá, 21 de Janeiro de 1977) - é um ex-futebolista saudita que atualmente jogou como defensor pelo Al-Nassr.

## Carreira
Hussein Abdulghani Sulaimani membro regular da Seleção Saudita de Futebol. Participou da Copa do Mundo FIFA de 1998, Copa do Mundo FIFA de 2002 e da Copa do Mundo FIFA de 2006.

## Títulos
Arábia Saudita
- Copa da Ásia: 1996